# Butiltolilquinuclidina
Butiltolilquinuclidina ou 2-Butil-3-(p-tolil)quinuclidina (BTQ) é um estimulante que atua como inibidor de recaptação de noradrenalina e dopamina.  É um dos derivados substituídos da quinuclidina em desenvolvimento como potenciais fármacos para o tratamento do abuso de cocaína. Os efeitos produzidos foram semelhantes à cocaína em estudos com animais, embora sejam mais leves e sua meia-vida mais longa.